# Miknasa
Los Miknasa o Meknassa fueron una importante tribu bereber, del grupo Butr de los Zenatas.
En el siglo IX la ciudad de Fez estaba dividida en dos partes separadas por el uadi: la parte cairuanesa y la parte andalusí. Esta división física tenía reflejos políticos. 
El idrisí Yahya III ibn al-Qassim (883-905), conocido como al-Mikdam, fue derrotado por el general Yahya y tuvo como sucesor a su pariente y rival Yahya IV ibn Idris ibn Umar (905-917).
Su reinado va a ver la toma del poder por los fatimíes en Ifriquiya el 909, en lugar de los aglábidas, y la asunción de Abu Muhammad Ubayd Allah al-Mahdi Billah del título de califa (909-934).